# Огюст Моро
Огюст Моро — французький скульптор, живописець, представник відомої династії скульпторів та художників.

## Біографія
Народився в Діжоні 22 лютого 1834 року в родині скульптора та художника Жана–Батіста Моро. Навчався в студії старшого брата, скульптора Матюрена Моро, потім у Національній вищій школі красних мистецтв у Парижі. У 1861 дебютував на Паризькому салоні.
Жив та працював у Парижі.
Помер у Малешербі 11 листопада 1917 року.

## Творчість
Є автором жанрових сцен, пасторалей та алегорій, виконаних у техніках кераміки, бронзи та мармуру. Важливий представник стилю ар-нуво.
Єдиний з братів Моро не отримав офіційних нагород.
Скульптури зберігаються в Паризькому міському музеї сучасного мистецтва, Діжонському музеї образотворчого мистецтва та ін.

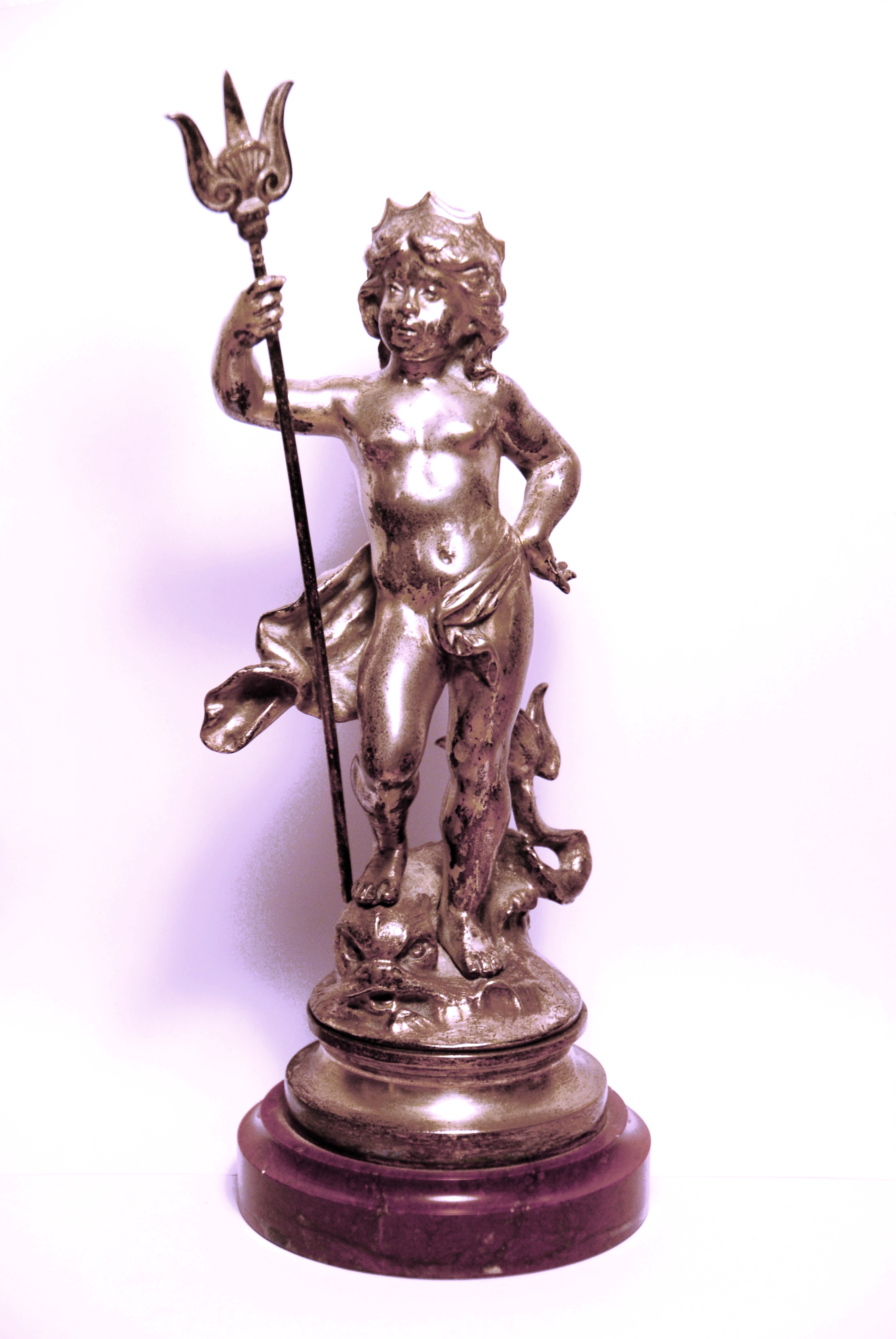
Статуетка «Нептун в дитинстві»